# Altered Beast
Pour le jeu vidéo de 2005, voir Altered Beast (jeu vidéo, 2005).
 (novembre 2018).
Si vous disposez d'ouvrages ou d'articles de référence ou si vous connaissez des sites web de qualité traitant du thème abordé ici, merci de compléter l'article en donnant les références utiles à sa vérifiabilité et en les liant à la section « Notes et références ».
Altered Beast (ou 獣王記 Jūōki au Japon) est un jeu vidéo d'action de type beat them all développé et édité par Sega, sorti en 1988 sur borne d'arcade. Le jeu est proposé sur Wii & Xbox Live Arcade depuis juin 2009, et depuis le 7 septembre 2011 sur le PlayStation Network ainsi que depuis le 17 décembre 2021 sur le Switch Online  dans la Mégadrive inclus dans le pack additionnel.

## Scénario
Le jeu prend place dans la Grèce antique, le joueur dirige un héros ressuscité par Zeus pour sauver sa fille, Athéna, enlevée par Neff le dieu des Démons.

## Système de jeu
Le joueur dirige un personnage, qui peut sauter, donner des coups de poing et de pied, et qui au fur et à mesure de son avancée dans les niveaux composant le jeu ramasse des pastilles qui le font se transformer. La transformation passe par plusieurs phases (qui sont autant de pastilles à ramasser) : le personnage gagne tout d'abord en muscle et en force, regagne encore plus de muscle une deuxième fois, puis se transforme en animal disposant de grands pouvoirs. La transformation change à chaque niveau, successivement un loup-garou, un dragon, un ours, un homme-tigre et enfin un loup-garou doré.

## Adaptations
- Mega Drive (1988)
- Amiga, Amstrad CPC, Atari ST, Commodore 64, Master System, PC-Engine (seulement au Japon), ZX Spectrum (1989)
- Nintendo Entertainment System, PC (DOS) (1990)
- PC (Windows) (1998), dans Sega Smash Pack
- Dreamcast (2001), dans Sega Smash Pack
- Wii & Xbox Live Arcade 2009
- PSN 2011

## Titres
•Altered Beast, premier opus de la série, sorti sur plusieurs plateformes, surtout la Mega Drive en 1988, développé par Sega.
•Altered Beast: Guardian of the Realms en 2002 sur Game Boy Advance, développé par Sega et édité par THQ.
•Altered Beast en 2005 sur PlayStation 2, nouveau jeu en 3D développé par Sega Wow et édité par Sega.
•Altered Beast Clasic, sorti en 2017 sur Android et iOS, c'est le remake de jeu original développé par Sega et édité par Sega Forever.